# Dieckborn
Der Dieckborn war ein Quellgebiet im heutigen hannoverschen Stadtteil Linden. Er versorgte vor seinem Versiegen im 19. Jahrhundert mit seinem Wasser zeitweilig die Stadt Hannover und den Großen Garten in Herrenhausen.

## Geschichte

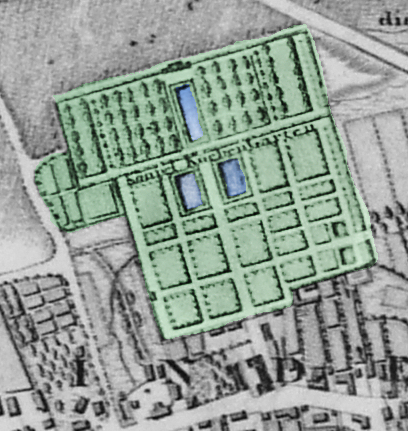
Der Dieckborn lag südwestlich des Küchengartens

Der Dieckborn war ein Gebiet mit mehreren Quellen und Brunnen zwischen Scheune und Haus des später Schnabels Hof genannten Hurlebusch Hof. Eine Quelle bei Linden wurde bereits 1423 als Dykborn erwähnt. Mit Genehmigung der Herzöge Bernhard, Otto und Wilhelm wurde ihr Wasser durch ein aufwändiges System von Holzröhren über die Ihme in die Stadt Hannover und dort in die Häuser einiger Bürger geleitet. Das System verfiel, nachdem ab 1487 die Bornkunst am Himmelreich und der Piepenborn die Versorgung übernahmen.
Im Jahr 1645 erwarb Herzog Christian Ludwig von der Familie von Alten ein 30 Morgen großes Anwesen in Linden. Auf dem Grundstück entstand der Küchengarten zur Versorgung des seit 1637 als Residenz der welfischen Herrscher des Fürstentums Calenberg genutzten Leineschlosses und später des Schlosses Herrenhausen.
Der Dieckborn an der Südwestecke des Küchengartens versorgte diesen mit Wasser und speiste zahlreiche durch den Bach Gartenriede verbundene Teiche. Einige dienten der Fischzucht. Aus einem der Teiche wurde etwa von 1668 bis 1706 mittels einer über die Ihme-Brücke verlaufenden Doppelleitung aus Holzröhren der Parnass-Brunnen auf dem Neustädter Marktplatz in Hannover gespeist. Nach anderer Darstellung unterbrach im Jahr 1696 der Neubau der Brücke diese Leitung. Auch das in Hannover zum Bierbrauen genutzte Wasser kam per Rohrleitung aus dem Ratsteich im Küchengarten. Danach übernahm die durch Etienne Maillet de Fourton an der Leine am Clevertor privat betriebene Wasserkunst die Versorgung in Hannover.
Eine weitere Doppelleitung aus Holzröhren unterquerte die Leine mittels eines Dükers aus Bleirohren unter der Limmerbrücke und speiste von 1676 bis 1687 die Wasserhochbehälter für den Großen Garten aus einem Teich im Küchengarten. Die bis 1679 wiederholt nachgebesserte zweisträngige Leitung war 3,2 km lang, hatte eine Weite von 4 Zoll und bestand aus 1400 ausgehöhlten Föhrenstämmen. Da der Wasserdruck nicht genügte, um für standesgemäß gehaltene Wasserspiele betreiben zu können, übernahm nach 1687 eine Leitung von den höher gelegenen Badebornteichen am Benther Berg diese Aufgabe.
Der Dieckborn diente weiterhin der Versorgung des Küchengartens mit seinen sechs Fischteichen und auch der Anwohner in Linden.
Als im 19. Jahrhundert das Wasser des Dieckborns zunehmend verschmutzte, führte Carl August Klindworth in den Jahren 1836 bis 1839 zahlreiche Bohrungen in der näheren Umgebung durch. Er legte einen Brunnen an, der wieder sauberes Wasser lieferte. Im Jahr 1839 versiegte der Dieckborn. Möglicherweise war dies durch die Durchlöcherung der im Untergrund zwischen Benther Berg und Ihme liegenden wasserundurchlässigen Tonschicht durch Klindworths Bohrungen, Baumaßnahmen und zahlreiche Ton- oder Mergelgruben verursacht. Ein anderer Grund könnte die zunehmende Bebauung und damit Flächenversiegelung im Zuge der beginnenden Industrialisierung des Dorfes Linden und seiner Umgebung gewesen sein.
An den Dieckborn erinnert noch die Dieckbornstraße in Hannover-Linden.